# Wildberghof
Wildberghof (fränkisch: Wildbärch) ist ein Gemeindeteil des Marktes Markt Nordheim im Landkreis Neustadt an der Aisch-Bad Windsheim (Mittelfranken, Bayern). Wildberghof liegt in der Gemarkung Ulsenheim.

## Geographie
Die Einöde liegt auf dem Wildberg (393 m ü. NHN) in direkter Nachbarschaft zum Burgstall Wildberg. Ein Anliegerweg führt nach Ulsenheim (1,2 km nordwestlich).

## Geschichte
Nach Berichten von 1822 waren die Gewölbe der Burg eingefallen und die Steine nach Ulsenheim gebracht worden, der Wall war eingeebnet, der Burgbrunnen und die Pferdeschwemme waren zugeschüttet worden. 1858 begann auf der Burgstelle mit der Errichtung eines Wirtschaftsgebäudes durch Edgar von Öfele die Gründung des heutigen Wildberghofes, auch Schloß Wildberghof genannt. Das Wohnhaus wurde bereits 1850 errichtet. Am 1. Januar 1976 wurde Wildberg mit Ulsenheim im Zuge der Gebietsreform in Bayern nach Markt Nordheim eingegliedert.

### Einwohnerentwicklung
| Jahr      | 001861 | 001871 | 001885 | 001900 | 001925 | 001950 | 001961 | 001970 | 001987 |
| Einwohner | 4      | 2      | 2      | 5      | 8      | 4      | 1      | 0      | 6      |
| Häuser    |        |        | 1      | 1      | 2      | 1      | 1      |        | 1      |
| Quelle    | [ 10 ] | [ 11 ] | [ 12 ] | [ 13 ] | [ 14 ] | [ 15 ] | [ 16 ] | [ 17 ] | [ 1 ]  |

## Religion
Der Ort ist evangelisch-lutherisch geprägt und bis heute nach St. Jakob (Ulsenheim) gepfarrt.